# Antonino Liberi
Antonino Liberi (Spoltore, 18 febbraio 1855 – Roma, 3 dicembre 1933) è stato un architetto e ingegnere italiano.

## Biografia e opere

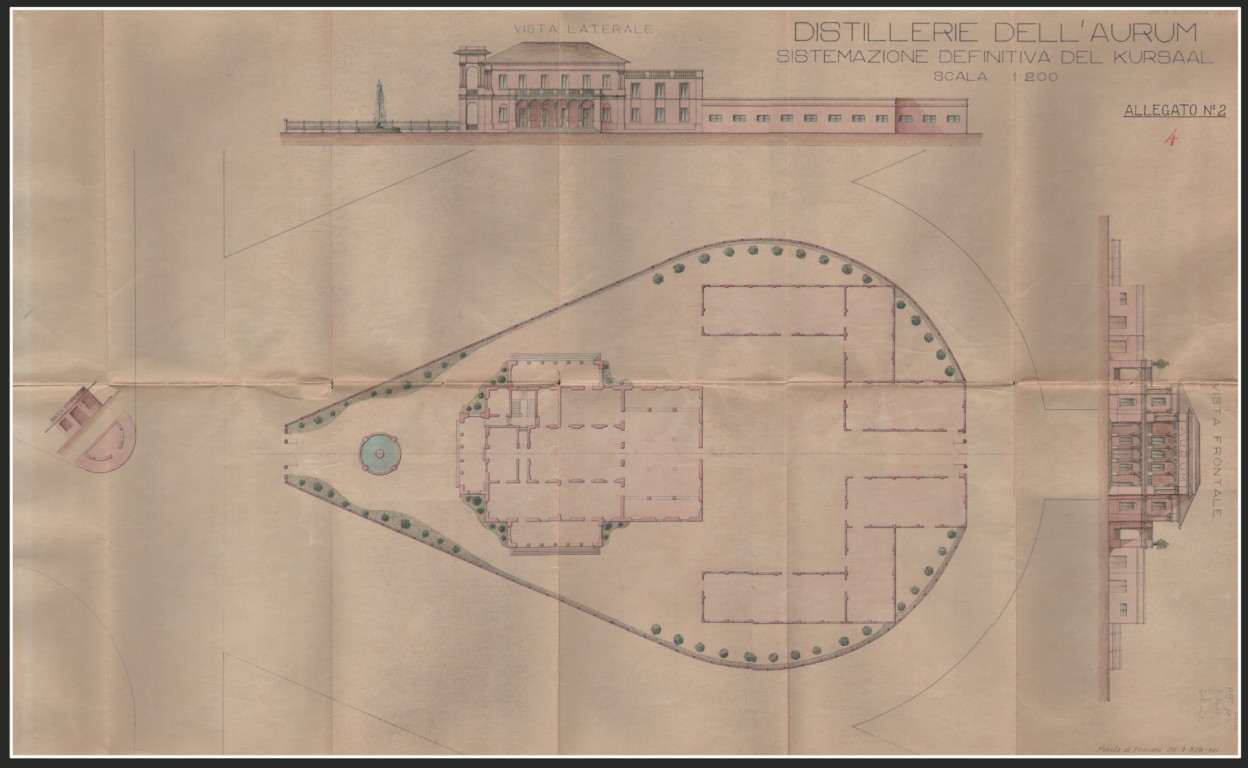
Progetto di ampliamento del liquorificio Aurum, ex Kursaal, in una proposta non realizzata, precedente all'addizione di Giovanni Michelucci Pescara 26 settembre 1938.

Nato dai panettieri Pasquale Liberi e Fiorangela Conti, studiò al ginnasio "Giambattista  Vico" di Chieti e si laureò in ingegneria.

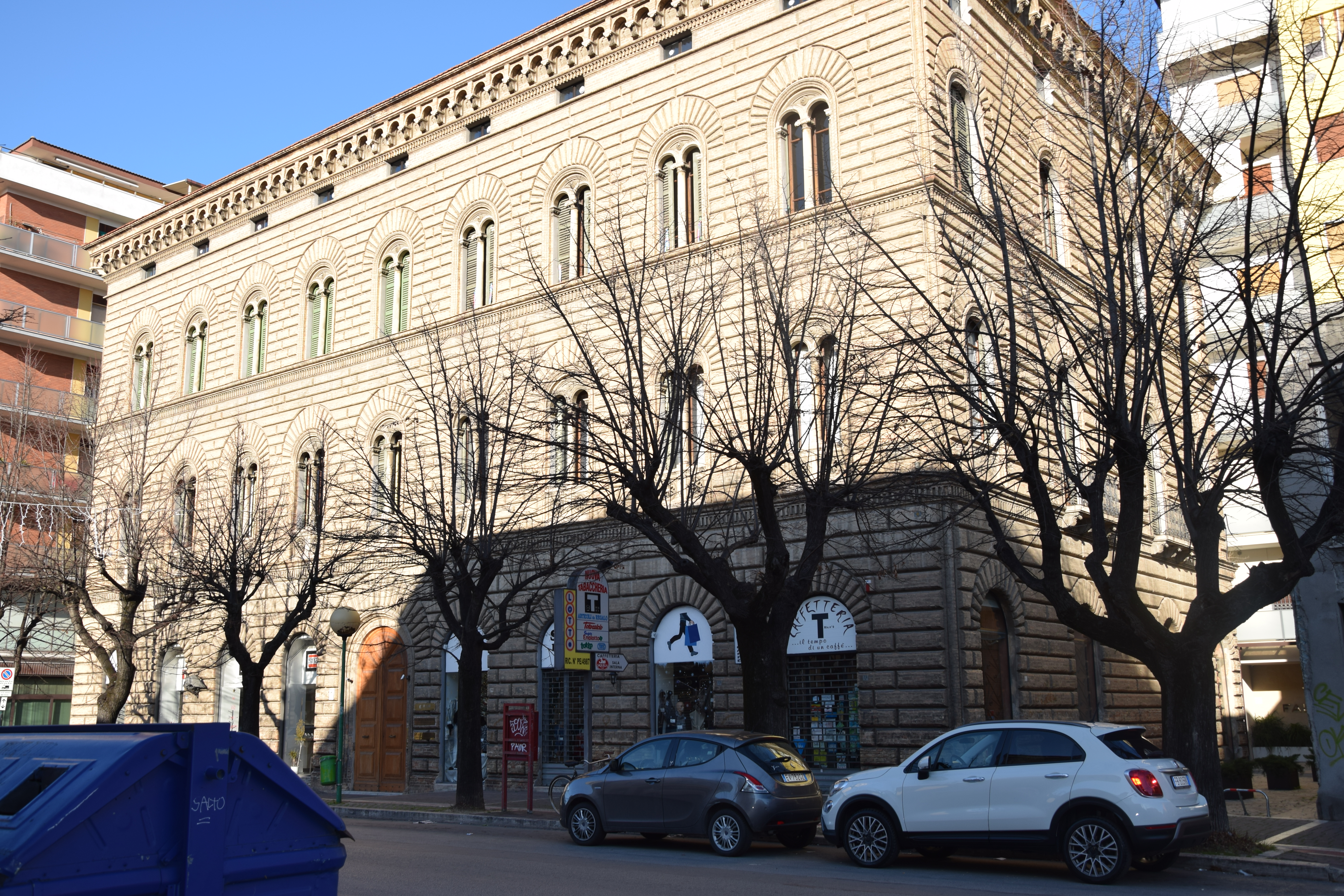
Palazzo Perenich a Pescara, viale D'Annunzio

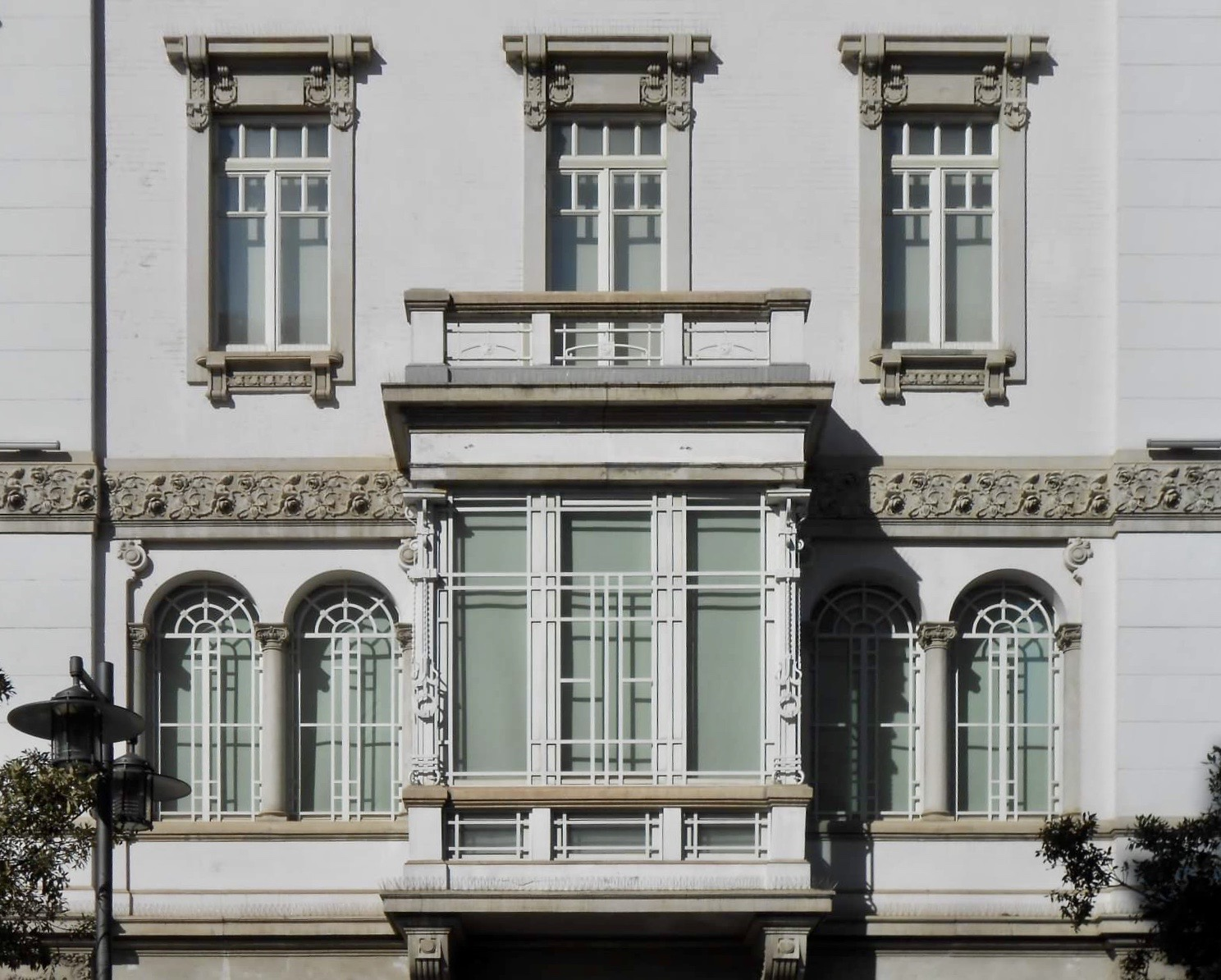
Particolare della facciata di Palazzo Imperato, Pescara

Eletto ingegnere comunale a Pescara, lavorò per il piano urbanistico di ampliamento e progettò vari edifici pubblici e privati: Palazzo Perenich (1884, viale D'Annunzio,  stile rinascimentale fiorentino), Casa Conti (1884,  nel quartiere Castellammare), Casa Bucco (1892), il Palazzo della Banca di Pescara (1892,  era in piazza XX Settembre,  attuale piazza Alessandrini, distrutto dai bombardamenti del 1943); il Grand Hotel "Aterno" (1910, ancora esistente ma profondamente modificato e reso più sobrio dei fregi eclettuci, è all'incrocio del viale Orazio con via Vittoria Colonna), il Teatro "Vicentino Michetti" (ex Politeama Aternino, sempre del 1910, sul viale D'Annunzio all'incrocio con via Conte di Ruvo, in elegante stile liberty), il villino Clerico (1924,  nel quartiere Pineta) e Palazzo Imperato (1926, incrocio di corso Vittorio Emanuele con corso Umberto,  progettato come elegante apertura scenica dallo stile liberty decò, a piazza Vittorio Emanuele,  attuale piazza Sacro Cuore).
Nel 1901 Liberi decorò la torre campanaria della parrocchia di San Salvatore a Casalbordino (Ch), seguendo sempre lo stile eclettico, con più tendenze al liberty moresco.
Insieme ad altri architetti locali, quali Vicentino Michetti Senior di Rocca Calascio e Camillo De Cecco, Liberi fu l'artefice della renovatio urbanistica di Pescara e Castellammare, che era comune autonomo, fino al 1927. Pescara alle soglie del nuovo secolo intese svilupparsi anche dal punto di vista delle arti e dell'architettura. Liberi fu uno dei maggiori rappresentanti dell'eclettismo dell'architettura a Pescara, venendo tuttavia considerato come uno dei maggiori rappresentanti abruzzesi di questa corrente architettonica.
Per Pescara, Liberi in accordo con il comune, immaginava una realtà nuova, di espansione verso sud  che nascesse dalla Pineta Dannunziana (allora chiamato Parco d'Avalos): una “Città Giardino” coronata da ville liberty e immersa nel verde. Per questo progettò il Kursaal presso la pineta nel 1910, usato come stabilimento balneare (opera di Liberi è la facciata a loggiato), che verrà poi trasformato in liquorificio Aurum con il successivo intervento di Giovanni Michelucci per il retrostante ferro di cavallo. Sposò la sorella di Gabriele D'Annunzio, Ernesta. Altre sue opere eramo presenti a Francavilla al Mare (Palazzo Sirena, molto elegante, che mescolava stile neoclassico a gusto liberty,  con statue di sirene,  1888), purtroppo distrutto durante la seconda guerra mondiale,  e ricostruito nel 1948 in stile pseudo razionalista, completamente diverso dall'originale, e a Roma (con alcuni villini in stile floreale).
Inoltre D'Annunzio gli affidò il progetto di ristrutturazione della sua casa natale, ma in seguito decise di revocargli il progetto, per affidarlo a Giancarlo Maroni; il particolare motivo dell'insoddisfazione del poeta è legato alla scelta dell'architetto di Spoltore di eliminare i tre gradini davanti alla porta della camera dei genitori di D'Annunzio, ai quali egli attribuiva un significato di sacralità, paragonandoli ai gradini che precedono un altare, ricordando le parole del componimento Notturno (1921).

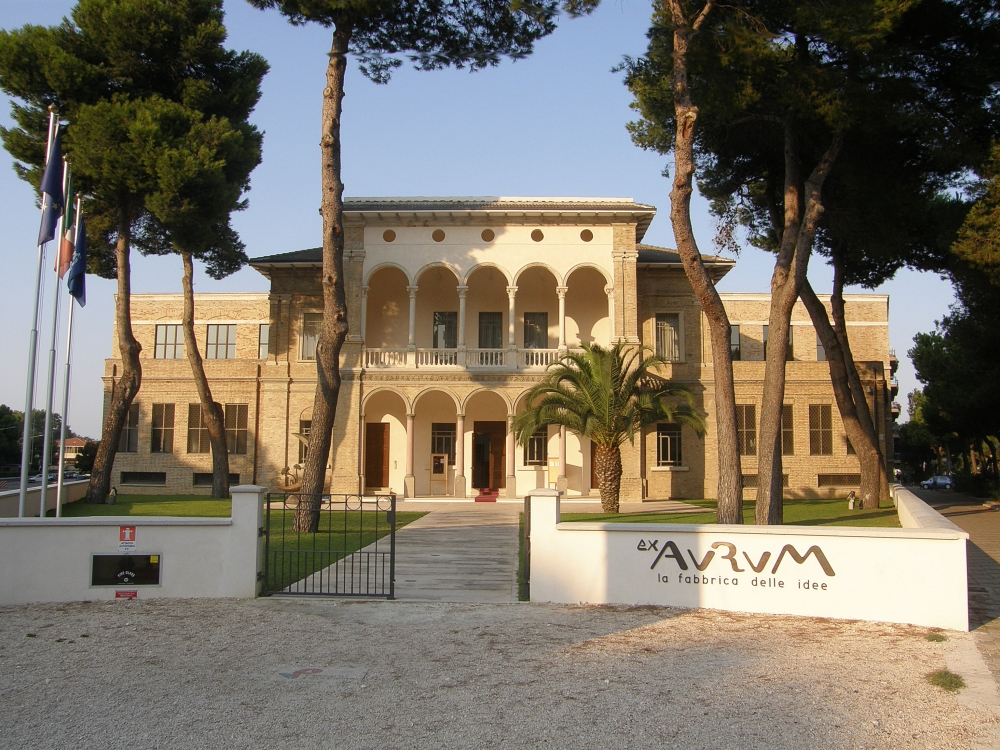
L'ex liquirificio dell'Aurum; la facciata a colonne è il Kursaal originale di Antonino Liberi.

Tra i suoi ultimi progetti per Pescara, c'è quello del palazzo Verrocchio ossia l'hotel Esplanade (1929-34), progettato in stile eclettico con Nicola Simeone, altro progettista di varie villette residenziali del quartiere Pineta. 
Antonino Liberi è sepolto nel cimitero monumentale di Pescara di contrada Vallelunga.